# گیلاب (فیلم)
«گیلاب» (انگلیسی: Bog (film)) فیلمی در ژانر ترسناک است که در سال ۱۹۷۸ منتشر شد. از بازیگران آن می‌توان به گلوریا دهیون، آلدو ری، و مارشال تامپسون اشاره کرد.